# Lézigneux
Lézigneux est une commune française située dans le département de la Loire en région Auvergne-Rhône-Alpes, et faisant partie de Loire Forez Agglomération.

## Géographie

### Situation
La commune de Lézigneux est à 5 km au sud de sa sous-préfecture Montbrison,,, 
et 39 km au nord-ouest de sa préfecture Saint-Étienne,.
Lyon est à 87 km au nord-est en passant par Sainte-Foy-l'Argentière.

### Communes limitrophes

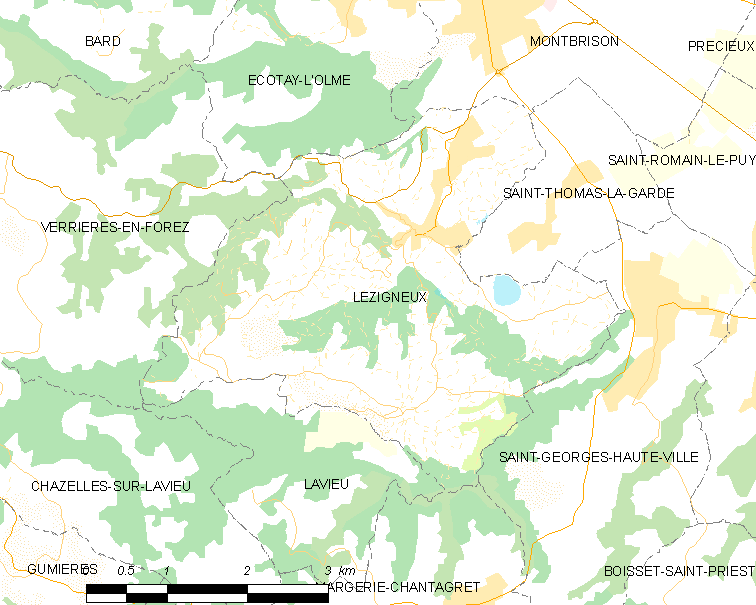
Localisation du village et des communes aux alentours

|                    | Écotay-l'Olme       | Montbrison Saint-Thomas-la-Garde |
| Verrières-en-Forez | Lézigneux           |                                  |
| Lavieu             | Margerie-Chantagret | Saint-Georges-Haute-Ville        |

### Hydrographie
La Vidrésonne, affluent de la Curraize, coule nord-ouest / sud-est au pied du coteau sur lequel est posé Lézigneux.

### Climat
Pour des articles plus généraux, voir Climat d'Auvergne-Rhône-Alpes et Climat de la Loire.
En 2010, le climat de la commune est de type climat des marges montargnardes, selon une étude du Centre national de la recherche scientifique s'appuyant sur une série de données couvrant la période 1971-2000. En 2020, Météo-France publie une typologie des climats de la France métropolitaine dans laquelle la commune est exposée à un climat de montagne ou de marges de montagne et est dans la région climatique Nord-est du Massif Central, caractérisée par une pluviométrie annuelle de 800 à 1 200 mm, bien répartie dans l’année.
Pour la période 1971-2000, la température annuelle moyenne est de 10,1 °C, avec une amplitude thermique annuelle de 16,5 °C. Le cumul annuel moyen de précipitations est de 816 mm, avec 9,4 jours de précipitations en janvier et 7,2 jours en juillet. Pour la période 1991-2020, la température moyenne annuelle observée sur la station météorologique de Météo-France la plus proche, « Savigneux », sur la commune de Savigneux à 5 km à vol d'oiseau, est de 11,0 °C et le cumul annuel moyen de précipitations est de 665,4 mm,. Pour l'avenir, les paramètres climatiques de la commune estimés pour 2050 selon différents scénarios d'émission de gaz à effet de serre sont consultables sur un site dédié publié par Météo-France en novembre 2022.

## Urbanisme

### Typologie
Au 1er janvier 2024, Lézigneux est catégorisée commune rurale à habitat dispersé, selon la nouvelle grille communale de densité à sept niveaux définie par l'Insee en 2022.
Elle appartient à l'unité urbaine de Montbrison, une agglomération intra-départementale regroupant six  communes, dont elle est une commune de la banlieue,,. Par ailleurs la commune fait partie de l'aire d'attraction de Montbrison, dont elle est une commune de la couronne,. Cette aire, qui regroupe 27 communes, est catégorisée dans les aires de moins de 50 000 habitants,.

### Occupation des sols
L'occupation des sols de la commune, telle qu'elle ressort de la base de données européenne d’occupation biophysique des sols Corine Land Cover (CLC), est marquée par l'importance des territoires agricoles (65,9 % en 2018), en diminution par rapport à 1990 (72,6 %). La répartition détaillée en 2018 est la suivante : 
prairies (42,4 %), forêts (25,1 %), zones agricoles hétérogènes (23,5 %), zones urbanisées (7,1 %), milieux à végétation arbustive et/ou herbacée (1,9 %). L'évolution de l’occupation des sols de la commune et de ses infrastructures peut être observée sur les différentes représentations cartographiques du territoire : la carte de Cassini (XVIIIe siècle), la carte d'état-major (1820-1866) et les cartes ou photos aériennes de l'IGN pour la période actuelle (1950 à aujourd'hui).

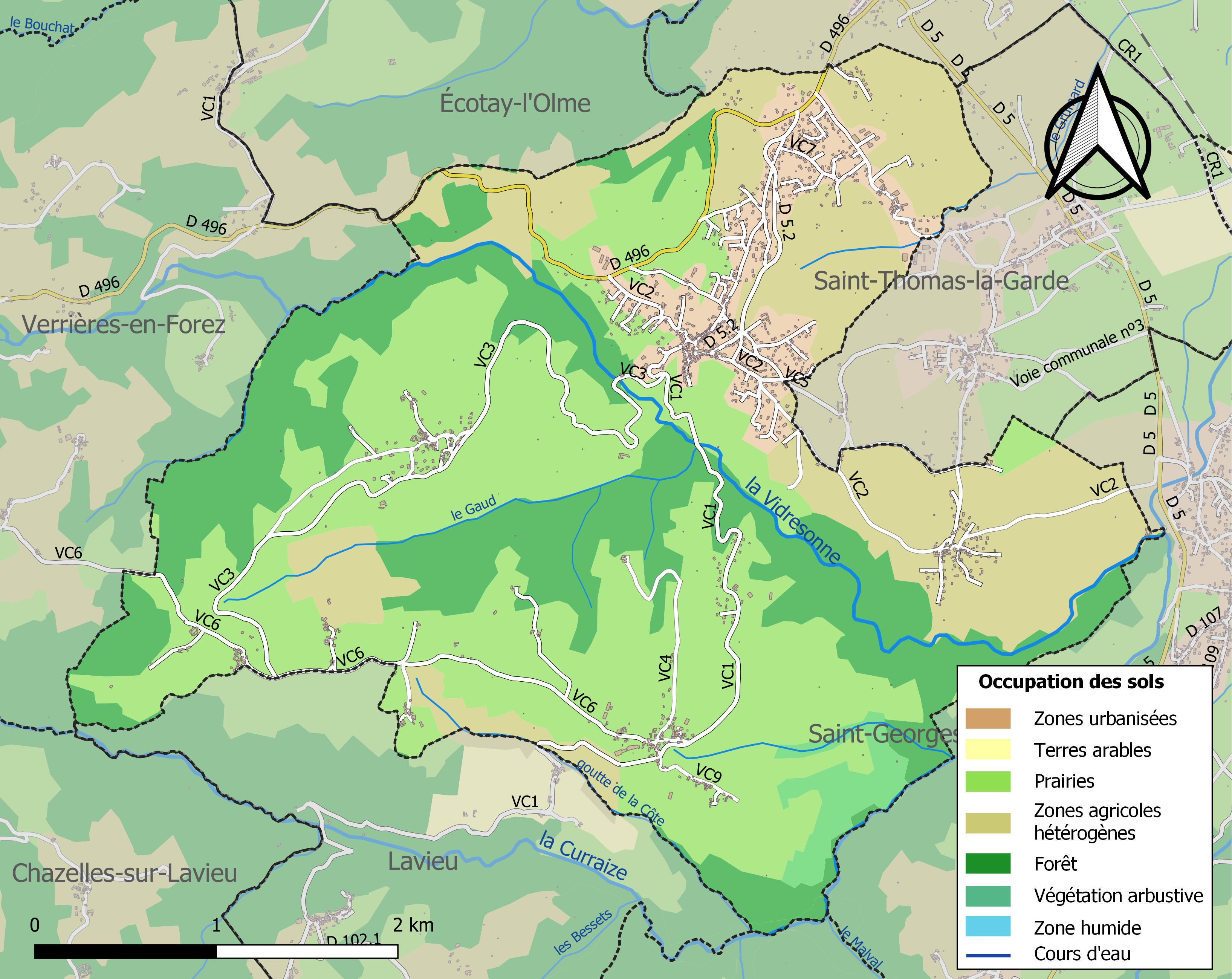
Carte des infrastructures et de l'occupation des sols de la commune en 2018 (CLC).

## Histoire

### Préhistoire et Antiquité
- Valensanges : De nos jours un petit village à 2,1 km sud de Lézigneux, sur le plateau en rive gauche (côté nord) du ruisseau la Goutte de la Côte[2]. Matériel lithique abondant daté du Néolithique final : pointes de flèche (à ailettes et pédoncule, foliacées) ; racloirs ; burins ; perçoirs ; lames et lamelles retouchées ; haches polies[18]. S'y trouvent aussi plusieurs gisements gallo-romains. Le plus important, près des premières habitations, a livré de la tuile à rebords, des tessons de céramique commune et de la céramique sigillée[18].

- Vidrieux : 2,1 km sud-est de Lézigneux[2]. Villa romaine signalée mais les prospections n'ont pas pu la retrouver. Des fragments de tuiles à rebords et des tessons d'amphores y ont été ramassés[18].

- Champannet : 2,8 km sud-ouest de Lézigneux[2]. Un nucléus[18].

- la Verpillère (à ne pas confondre avec La Verpillière (42600 Loire.) : Racloirs et esquilles de nucléus[18]. Des silex s'y trouvent accompagnés de fragments de tuiles à rebords et de quelques tessons d'amphores[18].

- Mérigneux : 1,4 km ouest-sud-ouest de Lézigneux[2]. Une lamelle retouchée, un racloir et un talon de hache polie ; des éclats provenant du gisement de Ruffieux (commune de Précieux)[18]. Il s'y trouvait une villa gallo-romaine. Les vestiges incluent des fragments de tuiles à rebords, des éléments de chauffage par hypocauste, des fragments de meules et d'amphores, des tessons de céramique variée, de la céramique sigillée à décor, de la céramique à paroi fine et métallescente et un fragment de verre millefiori[18].

- les Cartales : Situé en contrebas de Mérigneux. Possible habitation gallo-romaine, avec des vestiges de tuiles à rebords et des fragments d'amphores[18].

- les Vernes : À l'est, en limite de commune et de Saint-Georges-Haute-Ville. Fragments de tuiles à rebords, fragments d'amphores et tessons de céramique commune[18].

- Noailleux : Également à l'est. Quelques tuiles à rebords[18].

### Moyen-Âge
Au Moyen-Âge, le territoire est partagé en plusieurs entités. Une partie dépend des châtellenies de Lavieu et d'Ecotay l'Olme. Il y a aussi une petite seigneurie à Mérigneux ; et Vidrieux est une rente noble.
L'étang de Vidrieux est une des plus anciennes retenues d'eau artificielles : il a été creusé sous le comte de Forez (1198 à 1203) Guy III au XIIIe siècle. 

La chapelle Saint-Roch, qui le jouxte au sud-est, est construite en 1630 pendant une relative trêve de l'épidémie de peste qui a touché le Forez à partir de 1629.

## Politique et administration
La maire sortante ne s'est pas représentée. Patrick Romestaing a été élu, seul candidat, à l'issue des élections municipales de 2014 ; le taux de participation est de 60,42 %.
| Période                                  | Période                       | Identité           | Étiquette | Qualité |
| ---------------------------------------- | ----------------------------- | ------------------ | --------- | ------- |
| Les données manquantes sont à compléter. |                               |                    |           |         |
| mars 2001                                | mars 2014                     | Maryse Perrier     |           |         |
| mars 2014                                | En cours (au 13 juillet 2020) | Patrick Romestaing |           |         |

Lézigneux faisait partie de la communauté d'agglomération de Loire Forez de 2003 à 2016 puis a intégré Loire Forez Agglomération.

### Jumelages
- Dauendorf, Bas-Rhin,  France (jumelage effectué le 2 juin 2018[21])

## Démographie
L'évolution du nombre d'habitants est connue à travers les recensements de la population effectués dans la commune depuis 1793. Pour les communes de moins de 10 000 habitants, une enquête de recensement portant sur toute la population est réalisée tous les cinq ans, les populations de référence des années intermédiaires étant quant à elles estimées par interpolation ou extrapolation. Pour la commune, le premier recensement exhaustif entrant dans le cadre du nouveau dispositif a été réalisé en 2005.

En 2022, la commune comptait 1 747 habitants, en évolution de +2,7 % par rapport à 2016 (Loire : +1,32 %, France hors Mayotte : +2,11 %).
| 1793 | 1800 | 1806 | 1821 | 1831  | 1836  | 1841  | 1846  | 1851  |
| ---- | ---- | ---- | ---- | ----- | ----- | ----- | ----- | ----- |
| 573  | 169  | 634  | 694  | 1 015 | 1 006 | 1 129 | 1 079 | 1 061 |

| 1856  | 1861  | 1866  | 1872  | 1876  | 1881  | 1886  | 1891  | 1896  |
| ----- | ----- | ----- | ----- | ----- | ----- | ----- | ----- | ----- |
| 1 011 | 1 053 | 1 103 | 1 080 | 1 080 | 1 161 | 1 209 | 1 171 | 1 155 |

| 1901  | 1906  | 1911  | 1921 | 1926 | 1931 | 1936 | 1946 | 1954 |
| ----- | ----- | ----- | ---- | ---- | ---- | ---- | ---- | ---- |
| 1 157 | 1 134 | 1 034 | 912  | 847  | 769  | 753  | 632  | 601  |

| 1962 | 1968 | 1975 | 1982 | 1990 | 1999  | 2005  | 2006  | 2010  |
| ---- | ---- | ---- | ---- | ---- | ----- | ----- | ----- | ----- |
| 594  | 539  | 597  | 766  | 900  | 1 153 | 1 516 | 1 543 | 1 656 |

| 2015  | 2020  | 2022  | - | - | - | - | - | - |
| ----- | ----- | ----- | - | - | - | - | - | - |
| 1 698 | 1 725 | 1 747 | - | - | - | - | - | - |

## Culture locale et patrimoine

### Lieux et monuments
- Ancienne église Saint-Martin de Lézigneux et calvaire du xvie siècle, inscrits comme monument historique en 1947[26].
- Nouvelle Église Saint-Martin de Lézigneux. Elle est inscrite à l'Inventaire général du patrimoine culturel[27].
- La chapelle Saint-Roch construite en 1630 vers le hameau de Vidrieux.
- L'étang de Vidrieux[Note 4] créé au xiiie siècle.

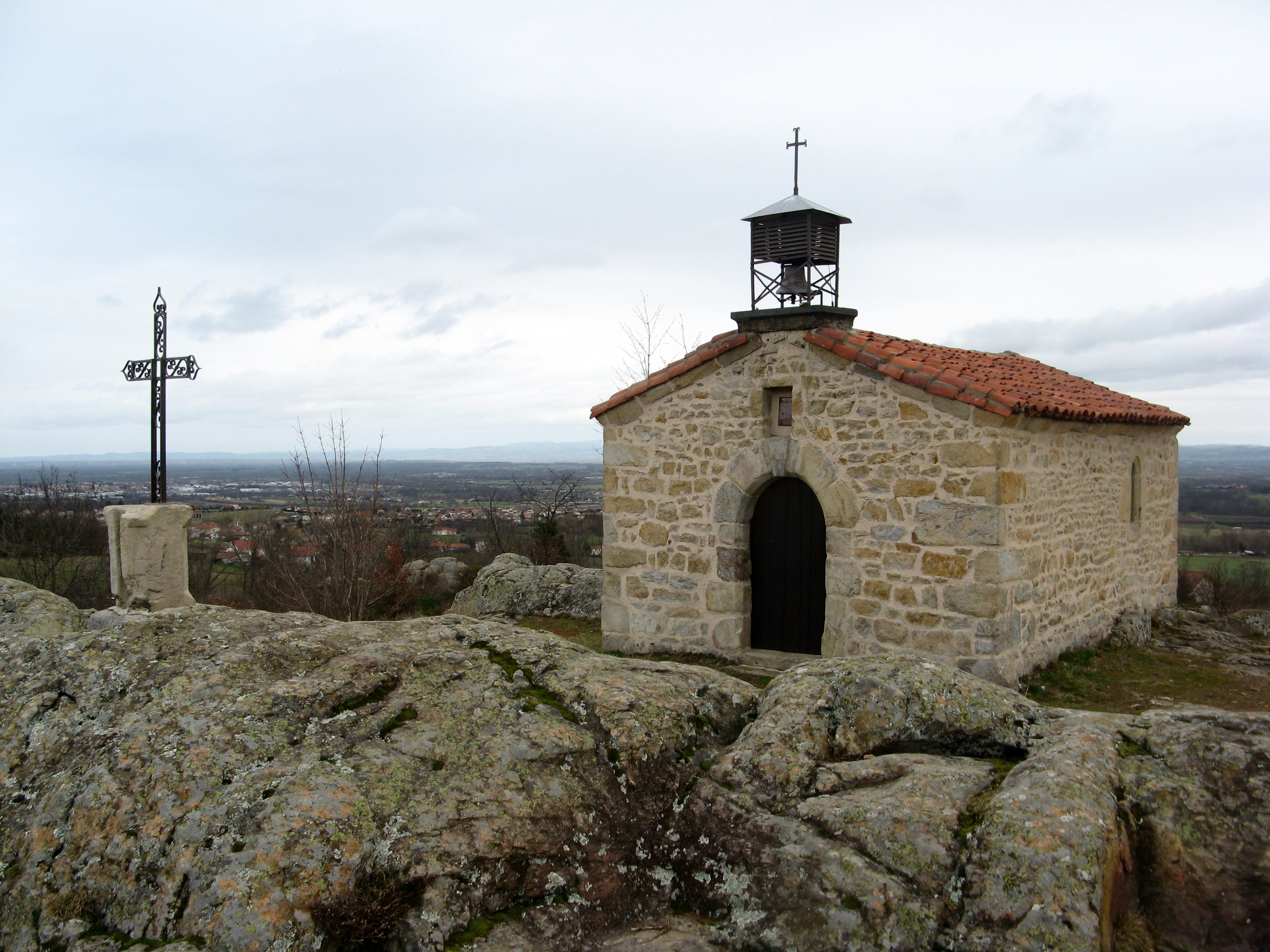
Chapelle Saint-Roch
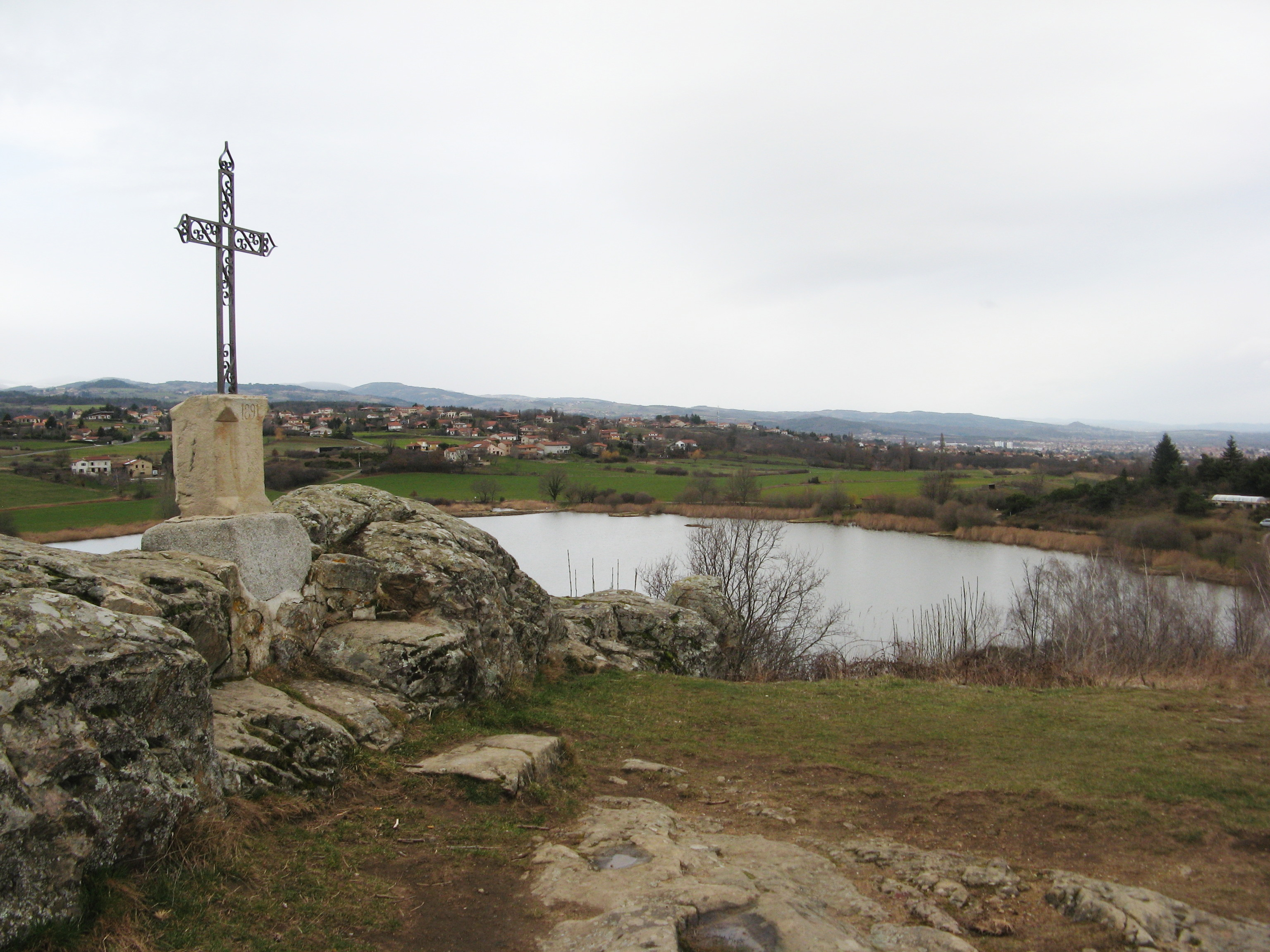
Étang de Vidrieux

### Personnalités liées à la commune
- Jean-Baptiste Sonyer du Lac (1728-1792), jurisconsulte forézien, acheta la rente noble de Vidrieux en 1776.
- Jean-Théophile Leclerc (1771-1820), révolutionnaire français.
- Henri Delporte (1920-2002), préhistorien français mort à Lézigneux où son épouse fut directrice de l'école de filles.

### Héraldique
|  | Les armoiries de Lézigneux se blasonnent ainsi : Deux écus: 1- Écartelé: au 1er d'argent à la grappe de raisin de pourpre tigée et feuillée de sinople, au 2e de gueules au dauphin d'or, au 3e d'azur au lion d'or, au 4e d'argent à deux pattes d'aigle de sable rangées en pal. 2- De gueules à la croix d'argent fleurdelisée d'or, soutenue d'une rivière ondée cousue d'azur, mouvant de la pointe et chargée d'un dauphin nageant d'or; au chef d'argent chargé d'un rencontre de bœuf de sable accosté de deux ceps de vigne feuillés et fruités de trois pièces au naturel. |